# Roadwork
Albums de Edgar Winter's White Trash
Edgar Winter's White Trash
(1971) They Only Come Out at Night
(1972)
Roadwork est un album live du chanteur/claviériste/saxophoniste américain Edgar Winter et de son groupe White Trash. Une association puissante et célèbre pour sa musique qui mêle le funk, le gospel, le rhythm and blues et le rock. Il est sorti en tant que double album  en mars 1972 sur le label Epic Records. Roadwork était le deuxième des trois albums que les musiciens ont enregistré ensemble.

## Historique
L'album a été enregistré en public à l' Apollo Theater et à l'Académie de musique (en) de New York et à la légendaire boîte de nuit de Los Angeles, le Whisky a Go Go. L'album est certifié disque d'or aux États-Unis le 18 décembre 1974 par la RIAA.
L'album met en lumière le chant de Edgar Winter et son travail aux claviers, ainsi que le style de guitare de Rick Derringer qui produit aussi l'album. Le morceau le plus long de l'album était la propre version du groupe de la chanson de John D. Loudermilk, Tobacco Road, qui dure plus de 17 minutes, occupant une face entière de l'album. Derringer a contribué au chant de Still Alive and Well et Back in the U.S.A., et Johnny Winter a fait une apparition spéciale en chantant et en jouant de la guitare sur Rock and Roll, Hoochie Koo. Jerry LaCroix, originaire de Louisiane, qui partage le chant avec Edgar Winter, officie également au saxophone.

## Liste des titres
Face 1
| No | Titre                  | Auteur                      | Chant              | Durée |
| -- | ---------------------- | --------------------------- | ------------------ | ----- |
| 1. | Save the Planet        | Edgar Winter, Jerry LaCroix | E. Winter, LaCroix | 7:35  |
| 2. | Jive, Jive, Jive       | LaCroix                     | LaCroix            | 3:14  |
| 3. | I Can't Turn You Loose | Otis Redding                | LaCroix            | 3:57  |

Face 2
| No | Titre                     | Auteur         | Chant         | Durée |
| -- | ------------------------- | -------------- | ------------- | ----- |
| 1. | Still Alive and Well      | Rick Derringer | Derringer     | 3:52  |
| 2. | Back in the U.S.A.        | Chuck Berry    | Derringer     | 5:58  |
| 3. | Rock and Roll Hoochie Koo | Derringer      | Johnny Winter | 5:45  |

Face 3
| No | Titre        | Auteur             | Chant     | Durée |
| -- | ------------ | ------------------ | --------- | ----- |
| 1. | Tobacco Road | John D. Loudermilk | E. Winter | 17:13 |

Face 4
| No | Titre                  | Auteur                        | Chant     | Durée |
| -- | ---------------------- | ----------------------------- | --------- | ----- |
| 1. | Cool Fool              | E. Winter                     | E.Winter  | 6:03  |
| 2. | Do Yourself a Favor    | Stevie Wonder, Syreeta Wright | E. Winter | 4:48  |
| 3. | Turn On Your Lovelight | Deardric Malone, Joe Scott    | Lacroix   | 7:32  |

## Musiciens
- Edgar Winter: chant, claviers, saxophone, chœurs
- Jerry LaCroix: chant, saxophone, chœurs
- Jon Smith: saxophone, chœurs
- Rick Derringer: guitare, chant
- Randy Jo Hobbs: basse
- Marshall Cyr: trompette
- Mick McLellan: trompette
- Tilly Lawrence: trompette
- Bobby Ramirez: batterie

Invité spécial
- Johnny Winter: chant et guitare sur Rock and Roll Hoochie Koo

## Classement et certification
Classement
| Pays                       | Durée du classement | Meilleur classement | Date        |
| -------------------------- | ------------------- | ------------------- | ----------- |
| États-Unis (Billboard 200) | 25 semaines         | 23e                 | 20 mai 1972 |

Certification
| Pays       | Certification | Ventes    | Date             |
| ---------- | ------------- | --------- | ---------------- |
| États-Unis | Or            | 500 000 + | 18 décembre 1974 |